# 하트의 전쟁
《하트의 전쟁》(영어: Hart's War)은 2002년 개봉한 미국의 전쟁 드라마 영화이다.

## 출연
- 브루스 윌리스 - 윌리엄 A. 맥너마라 대령 역
- 콜린 패럴 - 토머스 W. 하트 중위 역
- 테런스 하워드 - 링컨 A. 스콧 소위 역
- 콜 하우저 - 빅 W. 베드퍼드 하사 역
- 마르첼 이우레슈 - 베르너 피서 대령 역
- 라이너스 로치 - 피터 A. 로스 대위 역
- 바이셀러스 리언 섀넌 - 러마 T. 아처 소위 역
- 모리 스털링
- 샘 제이거
- 스콧 마이클 캠벨
- 로리 코크런
- 에이드리언 그레니에이
- 샘 워딩턴
- 조너선 브랜디스
- 홀거 한트케